# Torreandaluz
Torreandaluz es una localidad y una entidad local menor española del municipio de Valderrodilla, perteneciente a la provincia de Soria, en la comunidad autónoma de Castilla y León.

## Geografía

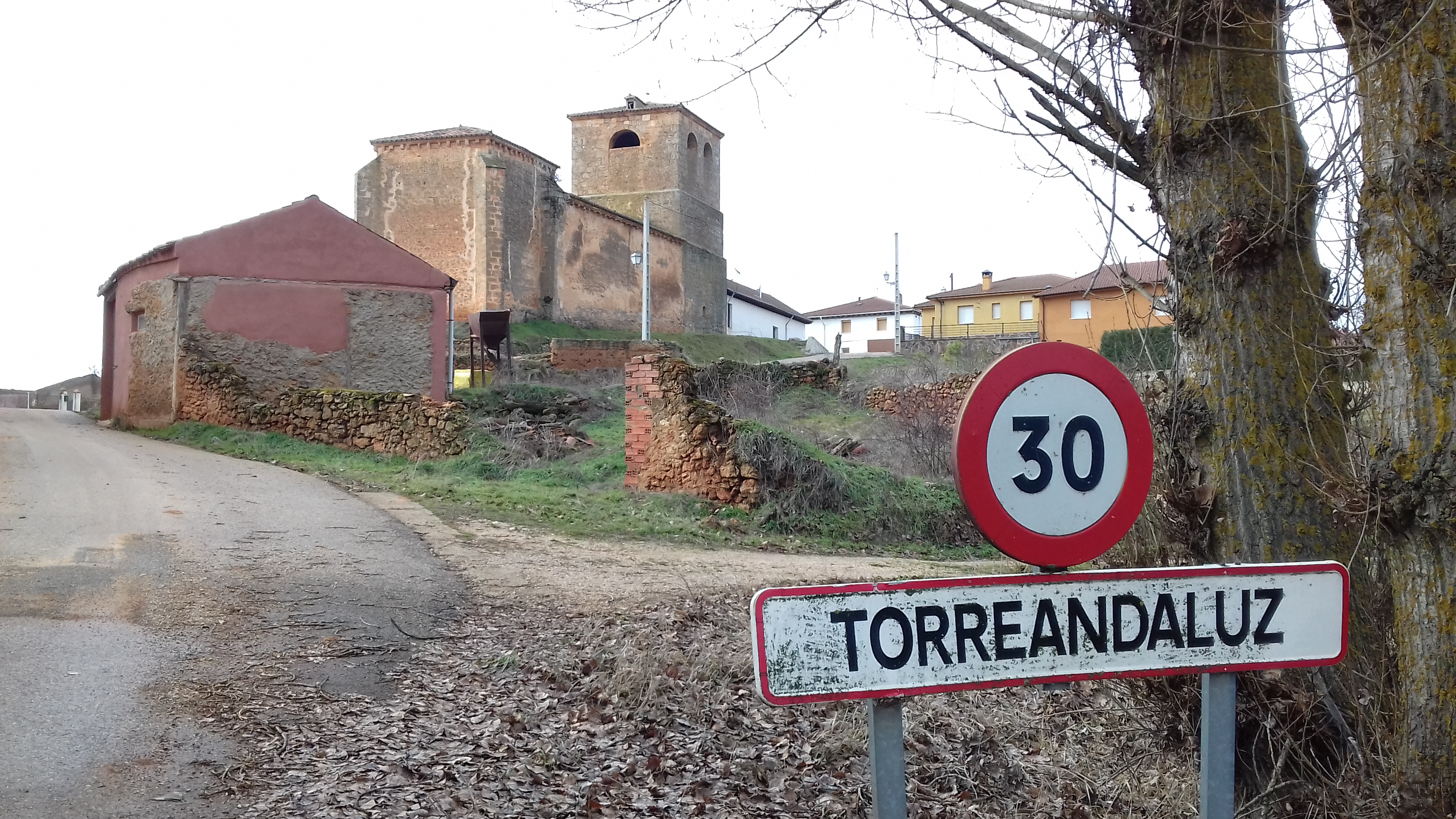
Entrada desde la carretera de Fuentepinilla

Forma parte de la comarca de Berlanga y del partido judicial de Almazán. Desde el punto de vista jerárquico de la iglesia católica forma parte de la Diócesis de Osma la cual, a su vez, pertenece a la Archidiócesis de Burgos.

## Historia
Desde su fundación, perteneció al Alfoz de Andaluz o Comunidad de Villa y Tierra de Fuentepinilla.
A la caída del Antiguo Régimen, la localidad se constituye en municipio constitucional, conocido entonces como La Torre Andaluz, en la región de Castilla la Vieja, partido de Almazán que en el censo de 1842 contaba con 26 hogares y 94 vecinos, para posteriormente integrarse en Valderrodilla.

## Demografía
Evolución de la población
| Gráfica de evolución demográfica de Torreandaluz entre 2000 y 2016 |
|                                                                    |
| Población de derecho (2000-2016) según el padrón municipal del INE |

## Patrimonio

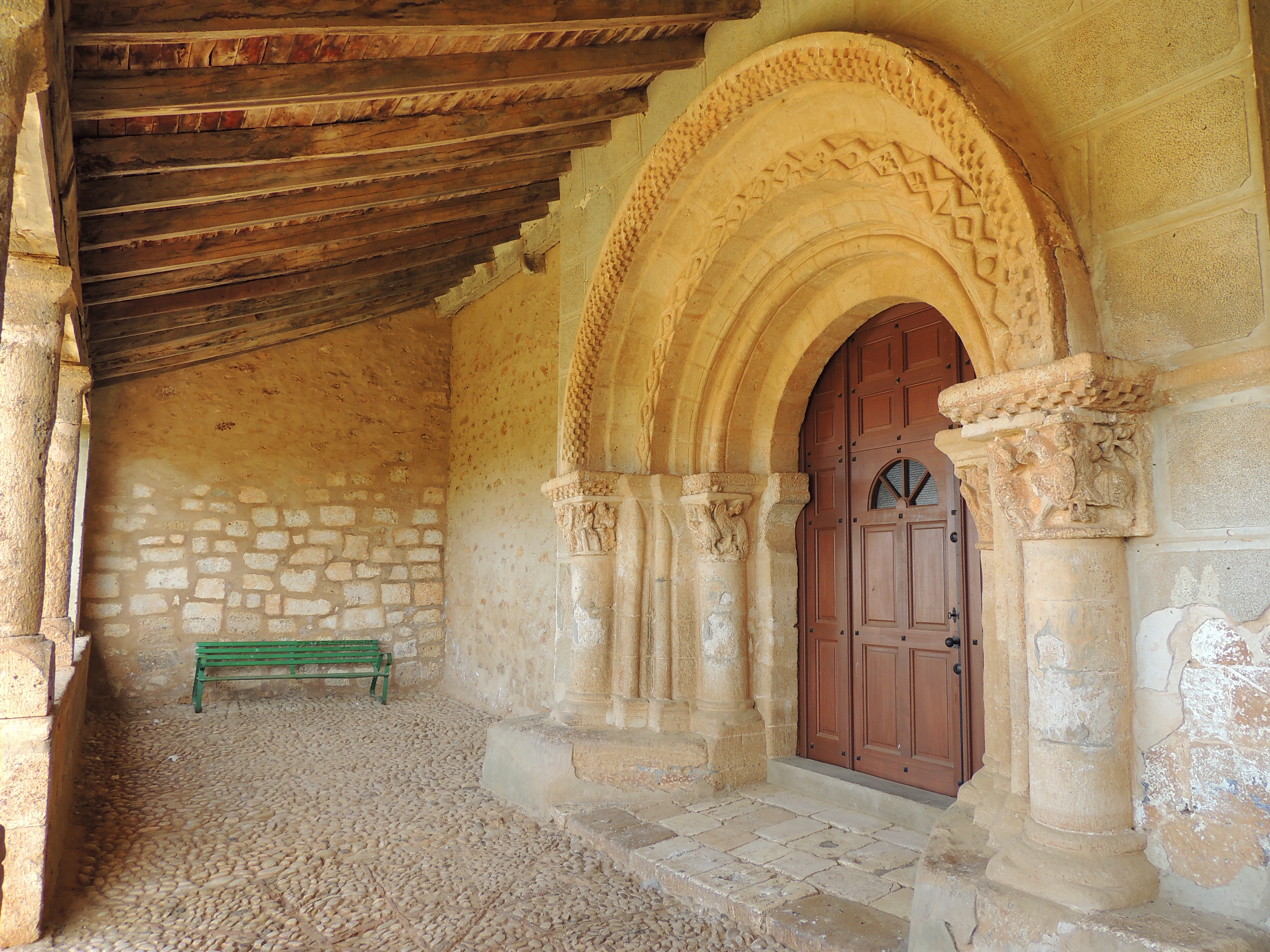
Portada de la iglesia de Santo Domingo de Silos

En la localidad se encuentra la iglesia de Santo Domingo de Silos.